# Poulstrup
Poulstrup – miasto w Danii, w regionie Jutlandia Północna, w gminie Hjørring.